# Herb gminy Mycielin
Herb gminy Mycielin – jeden z symboli gminy Mycielin, ustanowiony 23 września 2003.

## Wygląd i symbolika
Herb przedstawia na tarczy w polu złotym wizerunek zielonego dębu na zielonej podstawie, a po jego obu stronach dwa czarne krzyże. 